# Cruz de la Parra

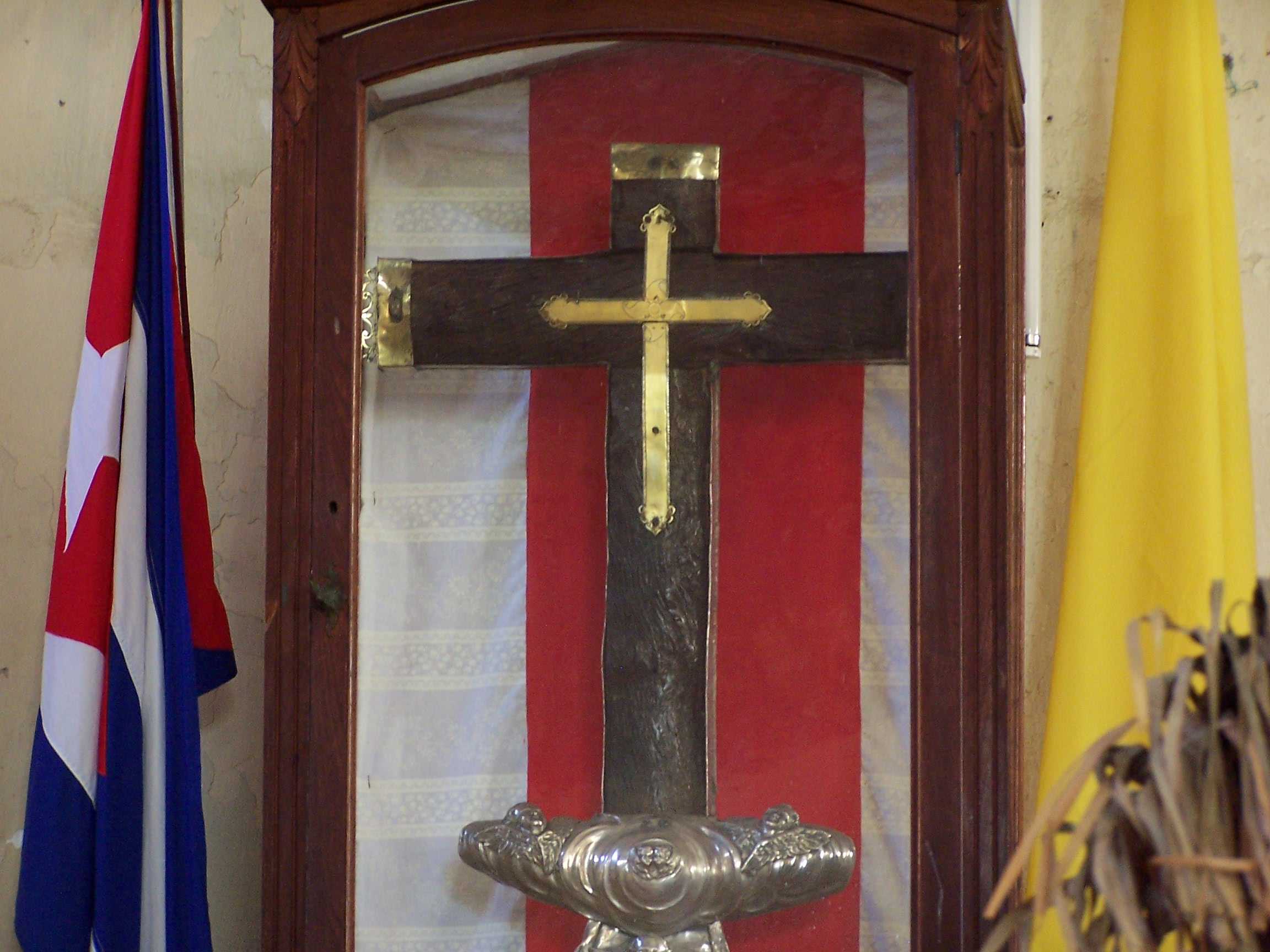
Cruz de la Parra

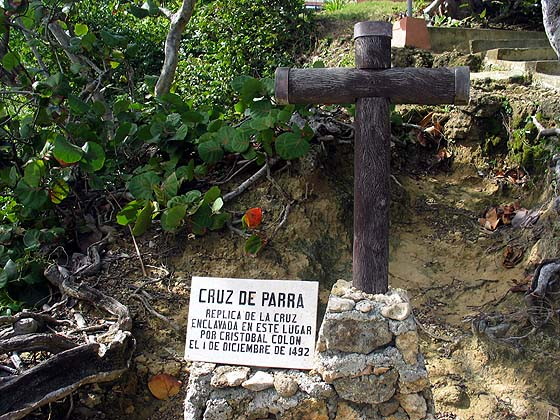
Replica van de Cruz de la Parra in Baracoa

Het Cruz de la Parra is een christelijke relikwie dat ondergebracht is in de kathedraal Nuestra Señora de la Asunción (Baracoa) in Cuba.
Van de relikwie wordt gezegd dat het het oudste symbool van het christendom is in de nieuwe wereld. Ongeveer in november 1492 landde Christoffel Columbus op de plaats waar nu de haven van de stad Baracoa is en zou daar het kruis hebben neergezet. Het is het enige overgebleven kruis van de 29 die Columbus zou hebben neergezet op zijn reizen door het Caraïbisch gebied. Het kruis is gemaakt van lokaal hout.
Het kruis zoals dat te bezichtigen is is gemaakt van hout alhoewel de 4 einden ervan nu met metaal afgedekt worden. Dit is gedaan omdat veel pelgrims probeerden splinters af te breken om mee te nemen.